# Cambarellus schmitti
Cambarellus schmitti е вид ракообразно от семейство Cambaridae.

## Разпространение и местообитание
Видът е разпространен в САЩ (Флорида).
Обитава сладководни басейни, реки и потоци.